# Panilla dispila
Panilla dispila là một loài bướm đêm trong họ Erebidae.